# رامون فونسيكا
رامون فونسيكا مورا، (بالإنجليزية: Ramón Fonseca Mora) (14 يوليو 1952-8 مايو 2024)، هو روائي ومحامي بنامي، ومؤسس مشارك لشركة موساك فونسيكا، وهي شركة قانونية مقرها في بنما تضم أكثر من 40 مكتبًا حول العالم. كان وزيرًا مستشارًا لخوان كارلوس فاريلا، ورئيسًا لحزب بنمايستا حتى تم فصله في مارس 2016، بسبب عملية غسيل السيارات البرازيلية.

## النشأة
ولد فونسيكا في 14 تموز 1952 في بنما، ودرس القانون والعلوم السياسية في جامعة بنما ومدرسة لندن للاقتصاد. عندما كان شابًا، «كان يأمل في إنقاذ العالم».
عندما كان شابا يقال ان فونسيكا فكر في الانضمام إلى الكهنوت. أيضا، وفقا لمعهد ICIJ الذي كشف عنه في مقابلة تلفزيونية عام 2008، قال: "أنا لم أنقذ أي شيء، لم أقم بأي تغيير. قررت بعد ذلك، عندما كنت أكثر نضجا، أن أكرس نفسي لمهنتي، أن يكون لدي عائلة، وأن أتزوج وأعيش حياة منتظمة... مع تقدم السن، أن تحول المزيد من المادية.

## وفاته
توفي فونسيكا في 8 مايو 2024 عن عمر ناهز الحادية والسبعين.